# 와슈칸니
와슈칸니(Washukanni)는 미탄니의 후르족 왕국의 수도였다. (c. 기원전 1500년). 이름은 산스크리트어 부의 광산이 흡사하다. 그러나 루위어에서는 바수(와수)는 좋다라는 뜻이다. 그 정확한 위치는 알려져 있지 않지만 그곳은 하부르강 상류의 지류 중 하나에 자리잡고 있었다고 널리 받아들여지고 있다. 일부 학자들은 그곳이 후에 고대 도시 시칸으로 알려지게 되었다고 믿는다. 그곳은 현재까지 파헤쳐지지 않은 시리아의 고잔 근처 텔 엘 파카리야로 여겨지기도 한다. 그곳은 유프라테스강의 동쪽이다. 
와슈칸니는 두세기 동안 수도로서 번영하였다. 히타이트의 수필룰리우마 1세(c.1344 - 1322 BC)가 자신의 집권 첫 해 와슈칸니를 약탈하였다고 한다. 그 뒤 수필룰리우마 1세는 후르족 속주왕 샤티와자를 두었는데, 이후 기원전 1290년 아시리아 왕 아다드-니라리 1세가 이 도시를 다시금 약탈하였다.

## 같이 보기
- 미탄니